# Мамині справи
Мамині справи (англ. Mama's Affair) — американська комедійна мелодрама режисера Віктора Флемінга 1921 року.

## У ролях
- Констанс Толмадж — Єва Оррін
- Еффі Шеннон — місис Оррін
- Кеннет Гарлан — доктор Гармон
- Джордж Ле Г'юрі — Генрі Маршан
- Катаріна Кілред — місис Маршан
- Гертруда Ле Брандт — Банді